# Abelia × grandiflora
Abelia × grandiflora es un arbusto semicaducifolio de la familia Caprifoliaceae, híbrido del género Abelia, a partir de las especies Abelia chinensis y A. uniflora.

## Descripción
Puede alcanzar hasta los 3 m de altura —pero habitualmente no pasa de 1-1,5 m— con ramas externas arqueadas algo péndulas y pubescentes. Las hojas son ovaladas, generalmente opuestas —excepto en las ramas centrales, que son más robustas y erectas, de entrenudos más largos y sin o con pocas ramificaciones, donde se organizan en verticilos de 3 a 5 del mismo tamaño entre sí—, puntiagudas, enteras o laxamente dentadas, de color verde oscuro brillante. Miden entre 2 y 6 cm de longitud y se disponen sobre las ramitas para estar siempre horizontales y orientadas al mediodía.
Las flores, de muy agradable fragancia, se organizan en cimas axilares o terminales de 1-3 flores; son de simetría radiada de 5 pétalos soldados con lóbulos redondeados. El interior de dicha corola acampanada es densamente peludo-pubescente y el color es blanco, con tintes rosados-purpúreos. Miden 1,5 y 2 cm —aunque ciertos cultivares las tienen más grandes— y tienen el cáliz de 2-5 sépalos de color anaranjado-ladrillo y casi patentes, incluso en la pre-antesis, y son persistentes después de dicha floración. El androceo tiene 4 estambres, didínamos y el ovario es ínfero, estrechamente cilíndrico, con tres celdas, una fértil y dos que abortan y el estilo es alargado y de estigma bulboso.
El fruto es un aquenio cilíndrico-cónico alargado de 8-10 mm, delgado, algo piloso o glabro, con los sépalos persistentes en el ápice.

## Origen y distribución
Abelia × grandiflora es un híbrido cultivado comúnmente en las Américas, África y Europa, pero mucho menos en China que es el lugar de origen de las 2 especies (A. chinensis y  A. uniflora) que han dado lugar a dicho híbrido, cuyo nombre vernácular en Chino es 大 花 糯米 条 da hua nuo mi tiao.

## Cultivo y usos
Se consiguió cultivar por primera vez en 1886, en el vivero Rovelli, en el lago Maggiore en Italia. Se utiliza como planta ornamental en jardines, o para formar una barrera junto con otros arbustos. Se multiplica por esquejes. Muy usado en jardinería urbana.
Tiene una floración inhabitualmente larga, desde mediados de abril hasta octubre como mínimo.
Florece óptimamente a pleno sol, y en semisombra crece bien, pero florece menos.
Tiene gran rusticidad y soporta casi cualquier terreno y exposición. Multiplicación por esqueje de madera blanda.

## Cultivares
- Abelia×grandiflora cv. 'Compacta'.
- Abelia×grandiflora cv. 'Confetti'.
- Abelia×grandiflora cv. 'Dwarf Purple'.
- Abelia×grandiflora cv. 'Frances Mason'.
- Abelia×grandiflora cv. 'Gold Spot'.
- Abelia×grandiflora cv. 'Hopleys'.
- Abelia×grandiflora cv. 'Little Richard'.
- Abelia×grandiflora cv. 'Sherwoodii'.
- Abelia×grandiflora cv. 'Sunrise'
- Abelia×grandiflora cv. 'Panache'
- Abelia×grandiflora cv. 'Prostrate White'
- Abelia×grandiflora cv. 'Tanya'[2]

## Taxonomía
Abelia × grandiflora fue descrita primero como Abelia rupestris f. grandiflora por Renato Rovelli y publicado en Édouard-François André y publicado en Revue Horticole, vol. 58, p. 488, 1886. y posteriormente elevado a rango de especie por Alfred Rehder, y publicado en Cyclopedia of American Horticulture, vol. 1, p. 1, 1900.
Etimología
- Abelia nombre genérico otorgado en honor al naturalista Clarke Abel que introdujo en Europa las distintas especies de este género.
- grandiflora: epíteto latíno por el tamaño de su flor, más grande que el del resto de las especies.

Sinonimia
- Abelia × rupestris Späth nom. illeg.
- Abelia rupestris f. grandiflora Rovelli ex André
- Abelia rupestris var. grandiflora Rovelli ex André[5]